# Sezione (musica)

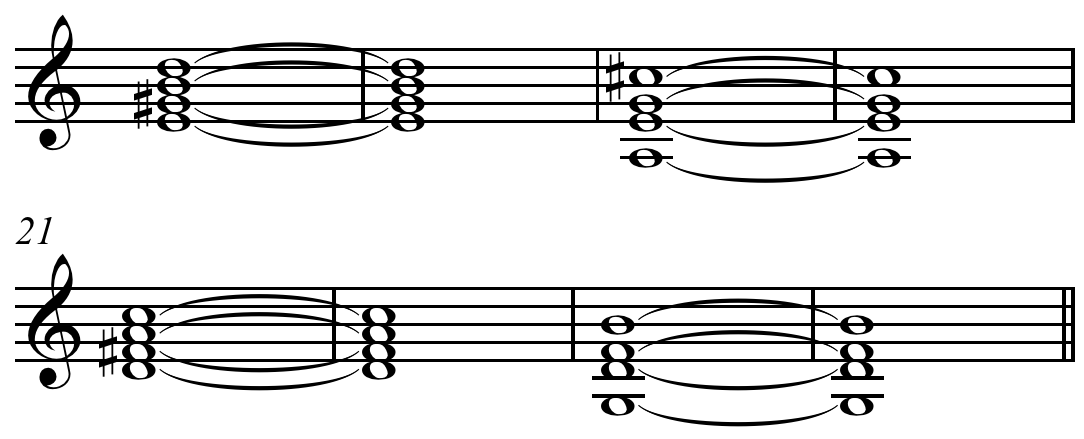
Rhythm changes bridge (sezione B di forma AABA) in chiave di Do.

Sezione, in musica, è "una completa, ma non indipendente idea musicale". Fra le sezioni possono essere catalogate le introduzioni o intro, le esposizioni, i ritornelli, la ricapitolazione, la conclusione, la coda o altro ancora. Nella forma binaria, le forme musicali sono costituite da una serie di più piccole (sezioni), in analogia alla stanza in poesia.
Alcune delle canzoni più famose sono costituite da solo una o due sezioni, ad esempio Jingle Bells contiene versi (Dashing through the snow...) e coro (Oh, jingle bells...). Possono anche contenere "contenuti ausiliari" un'introduzione o altro, specialmente quando accompagnate da strumenti musicali (inizia il pianoforte e poi: "Dashing...").
Una sezione è, "una unità strutturale importante percepita come il risultato della coincidenza di un numero relativamente alto di fenomeni strutturali." Un "episodio" può essere anche assimilato ad una sezione.
Un "passaggio" è un'idea musicale che può o non può essere completa o indipendente, ad esempio il riff e altre sezioni.
"Materiale musicale" è ogni idea musicale, completa o non, indipendente o non, tra cui il motivo.